# 蔡夢齊
蔡夢齊（1568年—？），號覺我，直隸保定府定興縣人，明朝政治人物。

## 生平
萬曆十六年（1588年）戊子科順天府鄉試舉人。萬曆二十年（1592年），登壬辰科第三甲第一百十三名進士，刑部觀政，十月授山西屯留县知县，二十六年降山东按察司捡校，二十七年升莱阳县知县，三十二年考察調簡，改定遠縣，三十五年仕至山西太原府同知。

## 家族
曾祖蔡志儉；祖父蔡廷瑄；父蔡葵，生员。